# マーガレット・ルイザ・ヴァンダービルト・シェパード
マーガレット・ルイザ・ヴァンダービルト・シェパード (Margaret Louisa Vanderbilt Shepard 1843年 - 1924年) はアメリカ合衆国の高名なヴァンダービルト家の一族で遺産相続人。

## 経歴

### 生い立ち
1843年、ニューヨーク州スタテンアイランドでウィリアム・ヘンリー・ヴァンダービルトの長女、コーネリアス・ヴァンダービルトの孫として生まれた。兄コーネリアス・ヴァンダービルト2世に続く第二子であり、弟と妹にはウィリアム・キッサム・ヴァンダービルト、エミリー・ソーン・ヴァンダービルト、フローレンス・アデール・ヴァンダービルト、フレデリック・ウィリアム・ヴァンダービルト、エリーザ・オスグッド・ヴァンダービルト、ジョージ・ワシントン・ヴァンダービルト2世がいる。

### 邸宅
- タウンハウス(同じデザインの邸宅が2軒並んでいる) (1882年) 父により妹エミリー・ソーンと同居するためジョン・B・スヌック設計で5番街と52番通りの角に建てられた。
- ウッドリア (1892年 - 1895年) マッキム・ミード・アンド・ホワイトのスタンフォード・ホワイトの設計で現在スリーピー・ホロウ・カントリー・クラブとなっているニューヨーク州スカーボロに田舎風の屋敷が建てられた。

### プライベート
1868年、エリオット・フィッチ・シェパードと結婚し、4人の娘、マリア・ルイズ(1870年)、エディス(1872年)、マーガレット (1873年 - 1892年)、アリス (1873年)、1人息子エリオット・フィッチ・シェパード・ジュニア (1876年 - 1927年) をもうけた。
キリスト教女子青年会 (YWCA) の熱心な支援者であり、1891年、ニューヨーク市の14番通り東と16番通りにYWCAの短期滞在型のホテルを建設。建設費と装飾費全てを負担した。
タイタニック号の悲劇からあやうく難を逃れた。予約をしていたのだが何らかの理由によりキャンセルし、タイタニック号の事故の約1週間前にオリンピック号で旅に出た。
1924年3月3日、マンハッタンの彼女のアパートで亡くなった。スタテンアイランドにあるモラヴィア兄弟団墓地のヴァンダービルト家の霊廟に埋葬された。